# Економічна криза у Камеруні
Економічна криза в Камеруні — спад в економіці Камеруну з середини 1980-х до початку 2000-х. Криза призвела до зростання цін у Камеруні, торгового дефіциту та втрати державних доходів. Уряд Камеруну визнав кризу в 1987. Сторонні спостерігачі та критики звинувачували уряд у поганому управлінні економікою. Натомість уряд поклав провину на падіння цін на експортні товари, зокрема, різке падіння цін на нафту. Президент Поль Бійя оголосив, що "всі наші експортні товари впали одночасно".
Торгові партнери Камеруну, зокрема Франція, Німеччина та США, запропонували допомогу країні, але Камерун не погодився з їхньою умовою, що країна суворо дотримується скорочення витрат у пропозиціях, викладених МВФ. Натомість Камерун сформулював власний план: Державні службовці втратили доступ до субсидій на електроенергію, житло та користування телефонами; частину державного автопарку було продано; літні державні службовці змушені були піти пенсію; змінено офіційний графік роботи; закрито економічні місії в іноземних посольствах Камеруну; а державні та державні підприємства були приватизовані. Бюджет у 1987-1988 скоротив державні витрати на 18%, що вперше в історії країни бюджет зменшився.
Ці заходи набули міжнародного схвалення, але в результаті насильницькі злочини зросли. План Камеруну також не зміг приборкати корупцію. До жовтня 1988 очікуваний ефект був меншим, ніж очікувалося, і Камерун погодився на пакет допомоги МВФ на суму 150 мільйонів доларів і прийняв кредит на програму структурної перебудови (SAP) від Світового банку. Африканський банк розвитку, Франція, Німеччина та Велика Британія позичили уряду додаткові кошти. З того часу Камерун зосередив свої зусилля на виплаті свого міжнародного боргу та подальшому обмеженні заробітної плати та підвищення заробітної плати державних службовців.
Тим не менш, серед камерунців як удома, так і за кордоном сходяться думки, що економічні труднощі виникли внаслідок крадіжки державних коштів адміністрацією Бійї. Члени його режиму постійно крадуть державні кошти та будують мегаструктури в інших країнах, таких як Франція, без серйозних юридичних дій з боку адміністрації Бійї. Відомо, що у самого Бійя є курорти в Європі, де він проводить більше часу, насолоджуючись доходами від крадіжки, ніж у своїй країні.